# Правовідносини
Правові відносини — врегульовані відносини. Правові відносини виникають тоді, і тільки тоді, коли відношення регулюється нормами права. Правові відносини на відміну від інших відносин охороняються державною владою.

## Ознаки правових відносин
1. Суспільні відносини, які виникають тільки між людьми та їх об'єднаннями і безпосередньо пов'язані з їх діяльністю та поведінкою.
2. Ідеологічні відносини, оскільки до свого виникнення вони проходять крізь свідомість людей, в якій складається модель майбутніх стосунків з огляду на існуючі загальнолюдські цінності і суспільні пріоритети.
3. Виступають юридичним виразом економічних, політичних, сімейних та інших відносин, впливають на суспільні відносини, що склалися на їх ґрунті.
4. Виникають, припиняються або змінюються на основі правових норм, які впливають на поведінку людей і через неї реалізуються.
5. Суб'єкти правовідносин пов'язані між собою суб'єктивними правами і юридичними обов'язками. Сторони в правовідносинах виступають як уповноважені і зобов'язані особи, де права та інтереси одних осіб можуть бути реалізовані через виконання обов'язків іншими.
6. Взаємна поведінка учасників правовідносин індивідуалізована і чітко визначена. Суб'єкти правовідносин (державні органи, фізичні або юридичні особи), як правило, відомі заздалегідь, їх дії скоординовані ще до початку цих відносин, чого немає в інших суспільних відносинах.
7. Вольовий характер правовідносин обумовлений тим, що вони виникають і реалізуються на основі волевиявлення хоча б одного з їх учасників, обов'язково проходячи крізь їх свідомість і виражаючи їх волю.
8. Охороняються державою, як і право в цілому, інші суспільні відносини такого забезпечення не мають. Гарантування умов законності і правопорядку означає, що держава охороняє усі правовідносини, які є в суспільстві.

## Види правовідносин
Відносні — в яких реалізація суб'єктивних прав однієї особи можлива лише через виконання обов'язків іншою особою.
Абсолютні — засновані на можливості безпосереднього використання суб'єктом своїх суб'єктивних прав без втручання інших суб'єктів у сферу його діяльності.
За предметом правового регулювання поділяються на конституційні, цивільні, адміністративні, трудові, фінансові та ін. Наприклад, відносини, пов'язані з прийомом на роботу, звільненням з роботи працівника власником або уповноваженим ним органом, — це трудові правовідносини; відносини, пов'язані з укладенням угоди про надання банком кредиту фермеру — це цивільні правовідносини;
За функціональним призначенням:
1. Регулятивні правовідносини витікають на основі юридичних дозволів і втілюються в правомірних діях суб'єктів, регулюючи відповідні суспільні відносини.
2. Охоронні правовідносини виникають на основі юридичних заборон і є результатом вчинення суб'єктами правопорушень.

Матеріально-правові правовідносини виникають на основі норм матеріального права, їх змістом є права і обов'язки сторін. Наприклад, матеріальні правовідносини виникають з приводу права на освіту, на охорону здоров'я, на особисту безпеку. Процесуально-правові правовідносини реалізують норми процесуального права і виникають на основі організаційних відносин. Вони є похідними, вторинними від норм матеріального права і встановлюють процедуру реалізації прав і обов'язків суб'єктів права, порядок вирішення юридичних справ. До них належать цивільно-процесуальні, кримінально-процесуальні, адміністративно-процесуальні, господарсько-процесуальні та інші процесуальні відносини.
За часом дії розрізняють:
1. Довгострокові правовідносини тривають певний час (визначений або невизначений), відносини, що виникли з договору про виконання підрядних робіт капітального будівництва або договору про перевезення вантажу на значну відстань.
2. Короткострокові правовідносини тривають протягом незначного часового відрізка і припиняться одразу після виконання учасниками своїх прав і обов'язків (роздрібна купівля-продаж).

### Загальні і конкретні правовідносини
У теорії права розрізняють загальні і конкретні правовідносини. Така класифікація є спробою вийти за межі традиційного цивілістичного сприйняття правовідносин.
Загальні правовідносини - це правові зв'язки, засновані на загальних правах і обов'язках, суб'єкти яких не мають поіменної індивідуалізації.
Загальні правовідносини являють собою своєрідні правові явища:
- Вони не мають поіменної індивідуалізації суб'єктів.
- Для їх виникнення не потрібно юридичних фактів, крім існування суб'єкта, що володіє громадянством, ряду інших обставин, що стосуються суб'єкта.
- Загальні правовідносини виникають безпосередньо із закону, який породжує відносини між особою і державою.
- В рамках загальних правовідносин існують і реалізуються основні права і свободи людини й громадянина, зафіксовані в міжнародних актах, інших основоположних документах.
- Їх тривалість дорівнює часу існування юридичної норми.
- Попри свої особливості загальні правовідносини виражають реальний суспільний правовий зв'язок.

Конкретні правовідносини - це правові зв'язки, суб'єкти яких визначені шляхом поіменної індивідуалізації. Вони виникають на основі юридичних фактів - вчинків, актів конкретної поведінки.
Загальні і конкретні правовідносини можуть виникати на базі як регулятивних, так і охоронних норм.
Конкретні правовідносини носять правореалізаційний та правозастосовний характер, а загальні – правозабезпечувальний і правоохоронний.
З числа загальних правовідносин у відповідності з типами правового регулювання можуть бути виділені загальнодозвільні (де загальному дозволу відповідають обов'язки всіх інших не перешкоджати дозволеній поведінці) і загальнозаборонні (де загальній забороні відповідають права всіх інших, у тому числі уповноважених органів, вимагати від суб’єкта утримання від певної поведінки).

## Суб'єкти правових відносин, їх види
Суб'єкт правовідносин — це суб'єкт права, який виступає учасником правових відносин і наділений відповідними суб'єктивними правами та юридичними обов‘язками.
Правосуб'єктність — це можливість чи здатність особи бути суб'єктом права з усіма відповідними наслідками.
Правосуб'єктність являє собою сукупність правоздатності та дієздатності. Це поняття відображає ті ситуації, коли правоздатність і дієздатність нероздільні у часі, органічно об'єднані, наприклад, у організацій чи дорослих осіб, коли вони одночасно і правоздатні, і дієздатні. Не існує правоздатних, але недієздатних колективних суб'єктів.
Багато із прав, що належать громадянам, не можуть передаватися, їх не може здійснити за недієздатну інша особа (наприклад, укласти шлюб, одержати освіту тощо).
Суб'єкти правовідносин поділяються :
- Індивідуальні (наприклад, фізична особа, посадова особа). До індивідуальних суб'єктів відносяться громадяни даної держави, іноземні громадяни, особи без громадянства і такі, що мають подвійне громадянство.
- Колективні (юридична особа, орган державної влади та ін). До колективних суб'єктів можна виділити державно-територіальні утворення (держави, суб'єкти федерацій, міста, райони й інші територіальні одиниці, виборчі округи), їхнє населення, і також організації (державні органи, суспільні об'єднання, підприємства, комерційні структури і інші.

## Поняття та види об'єктів правовідносин
Об'єкт правовідносин — це матеріальні і нематеріальні блага, з приводу яких суб'єкти правовідносин вступають між собою у певні правові відносини. Тобто, об'єкт правовідносин — це те, з приводу чого виникають правовідносини.
В юриспруденції під об'єктом правовідносин розуміють матеріальні або нематеріальні блага, заради одержання, передачі або використання яких виникають права і обов'язки учасників правовідносин.
- Об'єкти правовідносин поділяються на:

1. Матеріальні, частини матеріальної природи, природні ресурси, земля, надра, ліс тощо речі і цінності: засоби виробництва і споживання, будівлі, цінні папери, гроші тощо. Вони є об'єктами майнових правовідносин, таких як купівля-продаж, дарування, заклад, міна, зберігання, спадкування тощо;
2. Нематеріальні, тобто духовні цінності, життя, безпека, честь, гідність, відпочинок, освіта, здоров'я, свобода, право на ім'я, недоторканність житла тощо. Вони є об'єктами правовідносин різних та галузей права і врегульовані нормами кримінального, адміністративного, цивільного, конституційного, сімейного права тощо;

## Юридичні факти: поняття і класифікація. Фактичний склад
Юридичні факти— це конкретні життєві обставини, з якими норми права пов'язують виникнення, припинення або зміну правових відносин.
Юридичні факти є необхідними умовами для виникнення правовідносин і характеризуються такими ознаками:
- Знаходять свій вияв у зовнішніх обставинах або подіях матеріального світу і пов'язані з їх наявністю або відсутністю;
- Прямо або опосередковано передбачені нормами права;
- Викликають передбачені законом юридичні наслідки.
- Юридичні факти чисельні і багатогранні, тому і класифікуються за різними ознаками: за вольовою, юридичними-наслідками, складом, тривалістю дії.
- За вольовою ознакою юридичні факти поділяються на юридичні дії та юридичні події.

Юридичні дії — це факти, які породжують, змінюють або припиняють правовідносини на основі волевиявлення людей. У свою чергу вони поділяються на правомірні (наприклад, вихід на пенсію, влаштування на роботу, реєстрація шлюбу і т. ін.) і неправомірні (наприклад, усі види правопорушень).
Юридичні події— це такі обставини, які породжують, змінюють або припиняють правовідносини незалежно від волі людей (наприклад, стихійні лиха, пожежі, землетруси і ін.). З ними пов'язано виникнення правових відносин по відшкодуванню збитків, по спадкоємству, по виплаті страхових винагород і т. ін. Ці події ніяких юридичних зобов'язань не викликають, а лише служать підставами для них.
За юридичним наслідками юридичні факти бувають:
1. Правоутворюючі;
2. Правозмінюючі;
3. Правоприпиняючі

За складом юридичні факти бувають:
- Прості (прості юридичні факти складаються з однієї життєвої події або дії суб'єктів права (наприклад, написання заяви про відпустку).
- Складні(складні являють собою сукупність кількох простих юридичних фактів (наприклад, призов громадянина на дійсну військову службу вимагає українського громадянства, досягнення певного віку, наявності певного стану здоров'я, відсутності права на відстрочку).

Особливу роль у розвитку правовідносин відіграють юридичні факти, які називають фактичним складом. При їх наявності виникнення правовідносин потребує кількох умов (тобто сукупності юридичних фактів). Наприклад, для виходу робітника на пенсію необхідно:
1. Досягнення особою пенсійного віку;
2. Наявність трудового стажу;
3. Представлення необхідних документів;
4. Прийняття компетентним органом рішення про призначення пенсії.

Фактичний склад відрізняється від складного юридичного факту тим, що він складається з різних юридичних фактів. Якщо складний юридичний факт — це багатоаспектне (однак ціле) явище, то фактичний склад — це сукупність різних явищ. Для фактичного складу іноді необхідна не тільки наявність усіх складових елементів юридичних фактів, але й певне послідовне накопичення, визначений порядок його елементів. Наприклад, факт визнання підприємства банкрутом настає не тоді, коли підприємство не може задовольнити вимоги своїх кредиторів, а тільки після проходження певної процедури і визнання банкрутом саме в суді.
Юридичні факти відіграють активну роль у правовій системі, вони з'єднують норми права з реальними суспільними відносинами. За їх допомогою життєві обставини набувають юридичного значення і таким чином впливають на соціальні процеси і явища, направляючи їх у необхідне русло.